# Клатрин
Клатрин — білок, який відіграє одну з найважливіших ролей в утворенні везикул в клітині. Клатрин був відкритий Барбарою Персі (англ. Barbara Pearse) в 1975 році. Цей білок утворює структури, які нагадують трискеліон і складаються з трьох «важких» і трьох «легких» ланцюгів клатрину. Клатринові трискеліони можуть асоціювати між собою, утворюючи полігональну решітку, яка містить у собі везикулу. Звідси походить назва білка, оскільки латиною clatratus означає «решітка». Оболонкові протеїни, такі як клатрин, беруть участь у формуванні везикул усередині клітини. Екзоцитоз та ендоцитоз везикул дозволяє клітинам комунікувати між собою, переносити поживні речовини та сигнальні молекули тощо. Процес ендоцитозу може бути використаний патогенами, такими, як віруси, для проникнення всередину клітини.

## Структура

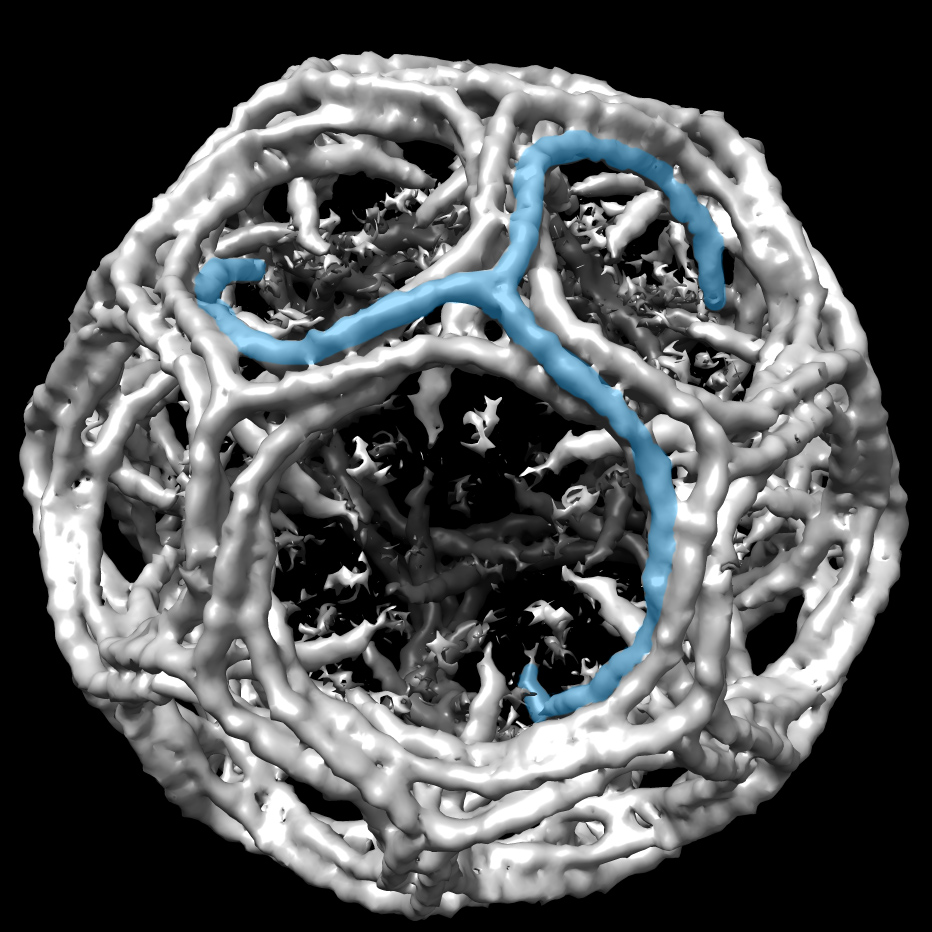
Клатринова решітка; одиничний трискеліон позначено синім кольором. Зображення отримане за допомогою програми UCSF Chimera.

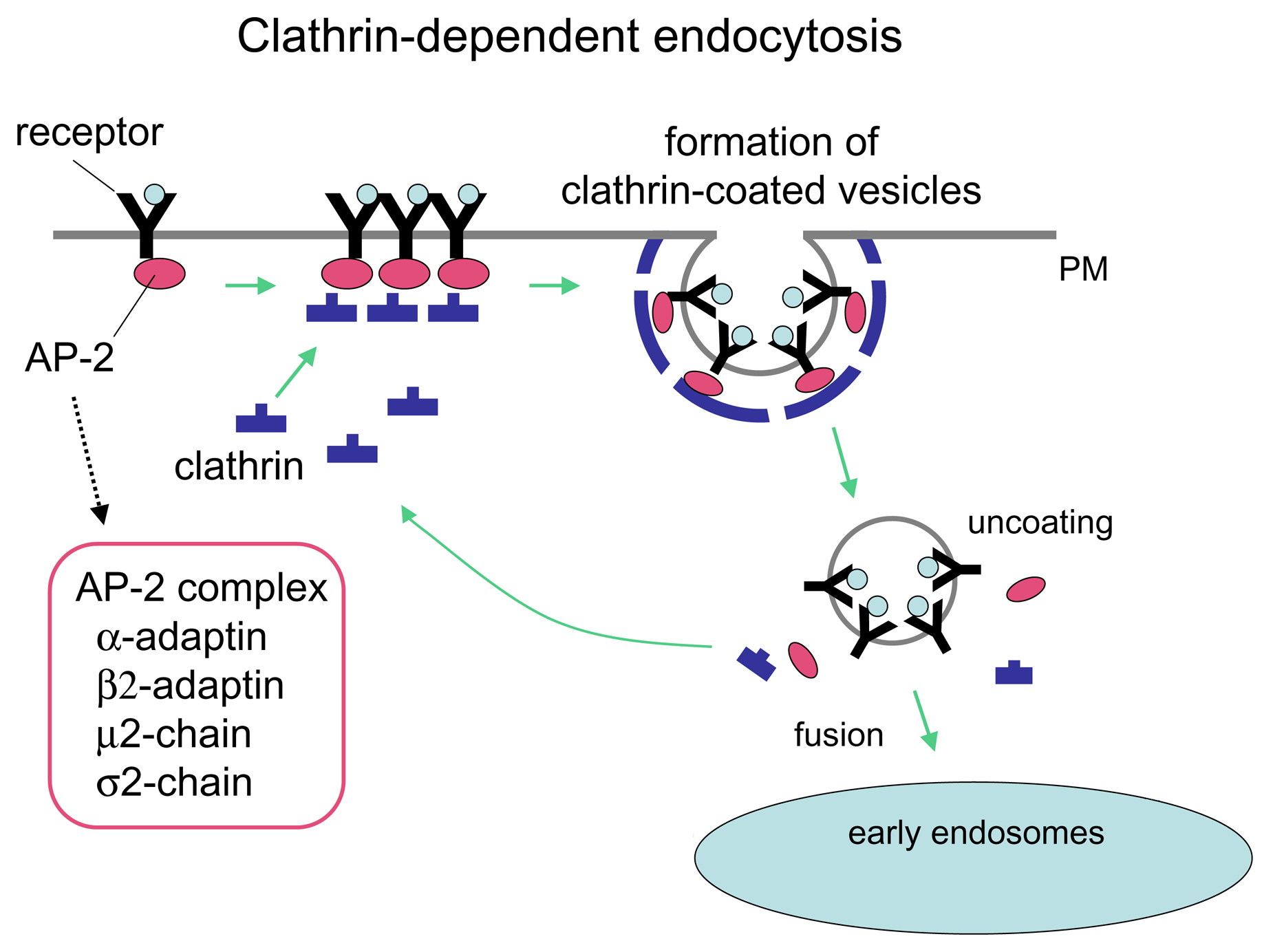
Механізм клатрин-опосередкованого ендоцитозу.

Клатриновий трискеліон побудований з трьох «важких» клатринових поліпептидних ланцюгів, які взаємодіють своїми C-кінцями, кожен масою ~190 kDa, а також трьома «легкими» поліпептидними ланцюгами масою ~25 kDa, що міцно зв'язані з важкими. Важкі ланцюги є основою клатринових ґраток, тоді як легкі ланцюги більше задіяні в регуляції зборки та розборки цілої клатринової комірки. Клатринові легкі ланцюги можуть існувати у вигляді двох форм, які позначаються a і b. Важкий ланцюг клатрину, кодований геном на хромосомі 17 в людини, експресується в усіх тканинах. Інший ген, що кодує важкий ланцюг, розташований на хромосомі 22, експресується в м'язах.
N-термінальний домен важкого ланцюга клатрину закінчується напівкінцевою β-пропелерною структурою, завдяки якій відбувається взаємодія з іншими білками. Видовжена частина клатрину утворена суперспіралізованими альфа-спіралями.
Коли клатринові трискеліони взаємодіють між собою в розчині, видовжені домени мають певний запас гнучкості для утворення шестикутних та п'ятикутних фрагментів, які необхідні для збірки тривимірної комірки. Коли багато трискеліонів об'єднуються між собою, може утворитися корзиноподібна структура. На малюнку вище зображена така структура, утворена з тридцяти шести трискеліонів, один з яких показаний блакитним кольором. Іншою типовою тривимірною формою, утвореною клатрином, є зрізаний екосаедр. 
У клітині клатриновий трискеліон у цитоплазмі взаємодіє з адапторним протеїном на мембрані. Клатрин не може взаємодіяти з мембраною або везикулою напряму, і тому потребує протеїнового адаптора. Декілька мембранасоційованих клатринів можуть взаємодіяти між собою, поступово складаючись у жорстку тривимірну структуру, складену з п'ятикутників та шестикутників, що змушує мембрану викривлятись. Різні комбінації п'яти- й шестисторонніх з'єднань дають змогу отримати вигини різної форми та розмірів.

## Функції
Клатрин відіграє головну роль у процесі формування везикул. Клатринові везикули (англ. clathrin-coated vesicles, CCV) утворюються навколо різних молекул на клітинній мембрані, комплексу Гольджі та інших локаціях у клітині. Після доставлення везикули за призначенням клатринові молекули, які утворювали ґратку навколо неї, роз'єднуються, і молекули, що вивільнилися, готові до утворення решітки навколо наступної везикули.
Процес утворення везикул неможливий без адапторних білків. Такими білками є, наприклад, AP180 та епсин. AP180 бере участь у формуванні синаптичних везикул. Епсин залучає клатрин на мембрани та сприяє його полімеризації, а також сприяє викривленню мембрани.
Клатрин також виконує інші функції. У клітинах, що не діляться, утворення клатринових везикул відбувається постійно. Цей процес повністю припиняється під час мітозу. У цей час клатрин асоціюється з веретеном поділу в комплексі з двома іншими білками: TACC3 та ch-TOG/CKAP5. Клатрин є допоміжним фактором у сегрегації хромосом за рахунок стабілізації кінетохорних мікротрубочок веретена поділу.
Клатрин-опосередкований ендоцитоз (англ. clathrin-mediated endocytosis, CME) регулює багато фізіологічно важливих процесів, таких як інтерналізація рецепторів, проникнення патогенів або синаптична передача сигналів.